# Masters de Hong Kong de snooker
Le Masters de Hong Kong (Hong Kong Masters en anglais) est un tournoi de snooker professionnel sur invitation qui fut initialement organisé pour six éditions dans les années 1980, avant d'être relancé en 2017. 

## Histoire
Le tournoi était à l'origine l'un des nombreux tournois organisés en Asie dans les années 1980 par l'organisation Matchroom de Barry Hearn (en). Il est intégré aux séries mondiales de snooker (en) (World Series of Snooker) en 1987. L'édition finale a lieu en 1988, avant de se dérouler pendant deux ans en 1990 et 1991 sous le nom de challenge de Hong Kong (Hong Kong Challenge). 
En 2017, la World Snooker annonce qu'il se tiendrait à nouveau en juillet. Cette édition est remportée par l'Australien Neil Robertson.
Le tournoi est réintroduit en 2022, après cinq années d'absence. Lors de cette édition, le champion national Marco Fu est porté par le soutien du public et atteint la finale en sortant deux quadruples champion du monde, Mark Selby et John Higgins. Il réussit notamment l'exploit de réaliser un break maximum en manche décisive face à l'Écossais. Ronnie O'Sullivan remporte le titre et ajoute un nouveau tournoi à son palmarès. Néanmoins, le tournoi s'interrompt à nouveau, dès la saison 2023-2024.

## Palmarès
| Année                  | Gagnant              | Finaliste            | Score                | Saison               |
| Masters de Hong Kong   | Masters de Hong Kong | Masters de Hong Kong | Masters de Hong Kong | Masters de Hong Kong |
| ---------------------- | -------------------- | -------------------- | -------------------- | -------------------- |
| 1983                   | Doug Mountjoy        | Terry Griffiths      | 4–3                  | 1983-1984            |
| 1984                   | Steve Davis          | Doug Mountjoy        | 4–2                  | 1984-1985            |
| 1985                   | Terry Griffiths      | Steve Davis          | 4–2                  | 1985-1986            |
| 1986                   | Willie Thorne        | Dennis Taylor        | 8–3                  | 1986-1987            |
| 1987                   | Steve Davis (2)      | Stephen Hendry       | 9–3                  | 1987-1988            |
| 1988                   | Jimmy White          | Neal Foulds          | 9–3                  | 1988-1989            |
| Challenge de Hong Kong |                      |                      |                      |                      |
| 1990                   | James Wattana        | Jimmy White          | 9–3                  | 1990-1991            |
| 1991                   | Stephen Hendry       | James Wattana        | 9–1                  | 1991-1992            |
| Masters de Hong Kong   |                      |                      |                      |                      |
| 2017                   | Neil Robertson       | Ronnie O'Sullivan    | 6–3                  | 2017-2018            |
| 2022                   | Ronnie O'Sullivan    | Marco Fu             | 6–4                  | 2022-2023            |

## Bilan par pays
| Pays           | Joueurs | Total | Premier titre | Dernier titre |
| -------------- | ------- | ----- | ------------- | ------------- |
| Angleterre     | 4       | 5     | 1984          | 2022          |
| Pays de Galles | 2       | 2     | 1983          | 1985          |
| Thaïlande      | 1       | 1     | 1990          | 1990          |
| Écosse         | 1       | 1     | 1991          | 1991          |
| Australie      | 1       | 1     | 2017          | 2017          |